# Acacesia graciosa
Acacesia graciosa är en spindelart som beskrevs av Arno Antonio Lise och Braul 1996. Acacesia graciosa ingår i släktet Acacesia och familjen hjulspindlar. Inga underarter finns listade i Catalogue of Life.